# La Valse des pantins
Pour plus de détails, voir Fiche technique et Distribution.
La Valse des pantins (The King of Comedy) est une comédie dramatique américaine réalisée par Martin Scorsese et sortie en 1983.
Le film reçoit des critiques globalement positives à sa sortie mais est un échec au box-office. Il deviendra au fil du temps un film culte plébiscité dans divers classements et ouvrages et par des personnalités du cinéma.

## Synopsis
Rupert Pupkin n'a qu'un rêve : devenir le nouveau Jerry Langford, une énorme vedette comique qui anime son propre talk-show tous les soirs : The Jerry Langford Show. Un soir, à la sortie d'un enregistrement, au milieu de la nuée de fans dont il fait partie, il parvient à approcher pour la première fois l'animateur star et à l'accompagner (contre son gré) dans sa limousine. Persuadé que c'est le signe du début de sa grande carrière, Rupert ne cesse de harceler Jerry pour être invité dans son émission, en vain. Sa seule solution, kidnapper la star et forcer la production à lui offrir ses 15 minutes de gloire, quelles qu'en soient les conséquences.

## Fiche technique
- Titre français : La Valse des pantins
- Titre original : The King of Comedy
- Réalisateur : Martin Scorsese
- Scénario : Paul D. Zimmerman
- Musique : Robbie Robertson
- Photographie : Fred Schuler
- Montage : Thelma Schoonmaker
- Décors : Boris Leven
- Costumes : Richard Bruno
- Production : Arnon Milchan
- Sociétés de production : Embassy International Pictures
- Distribution : 20th Century Fox (États-Unis), Carlotta Films (France)
- Budget : 19 000 000 $
- Pays d'origine :  États-Unis
- Format : Couleurs - 1.85:1
- Genre : comédie dramatique, comédie noire, satire
- Durée : 105 minutes
- Dates de sortie[1] : 
  - États-Unis : 18 février 1983 (sortie limitée)
  - France : 7 mai 1983 (festival de Cannes)
  - France : 18 mai 1983
- Affiche : Michel Landi (France)

## Distribution
- Robert De Niro (VF : Pierre Arditi) : Rupert Pupkin
- Jerry Lewis (VF : Roger Carel) : Jerry Langford
- Diahnne Abbott (VF : Florence Giorgetti) : Rita Keane
- Sandra Bernhard (VF : Élisabeth Wiener) : Masha
- Shelley Hack (VF : Brigitte Morisan) : Cathy Long
- Leslie Levinson (VF : Céline Monsarrat) : Roberta Posner
- Liza Minnelli : elle-même
- Mary Elizabeth Mastrantonio : une figurante dans la foule (non créditée)
- Mick Jones, Joe Strummer et Paul Simonon : les voyous dans la rue
- Ellen Foley : une fille dans la rue
- Don Letts : un voyou dans la rue
- Victor Borge : lui-même
- Tony Randall (VF : Serge Lhorca) : lui-même
- Frederick De Cordova (VF : Georges Atlas) : Bert Thomas
- Thomas M. Tolan (VF : Marc de Georgi) : l'inspecteur Gerrity
- Ralph Monaco (VF : Pierre Hatet) : Raymond Wirtz
- Bill Minkin (VF : Mario Santini) : Clarence McCabe
- Ed Herlihy (VF : Philippe Dumat) : lui-même
- Jay Julien (VF : Marc Cassot) : l'avocat de Langford
- Lou Brown : le chef d'orchestre
- Kim Chan (en) (VF : Roger Lumont) : Jonno
- Charles Scorsese (en) : le 1er homme au bar
- Mardik Martin : le 2e homme au bar
- Martin Scorsese : un réalisateur de télévision (caméo)

## Production

### Genèse et développement
Après avoir terminé Raging Bull, Martin Scorsese et Robert De Niro veulent à nouveau travailler ensemble. Le premier souhaite adapter le roman La Dernière Tentation de Níkos Kazantzákis avec De Niro en Jésus Christ. L'acteur préfère cependant faire une comédie. Il cherche alors à acheter les droits d'un script écrit par le critique Paul D. Zimmerman (en). Le poste de réalisateur est d'abord proposé à Michael Cimino, mais celui-ci est trop occupé par la production de son film La Porte du paradis, qui s'éternise. Martin Scorsese explique qu'il ne pourra pas faire le film car une grève de la Writers Guild of America s'annonce. Le producteur Arnon Milchan sait qu'il peut cependant monter le projet en dehors de Hollywood en le tournant entièrement à New York et avec l'appui d'une petite société de production.

### Attribution des rôles
Pour le rôle de Jerry Langford, Martin Scorsese voulait l'animateur de télévision Johnny Carson, mais il a refusé. Dean Martin et Frank Sinatra sont ensuite envisagés, avant que le rôle ne revienne à Jerry Lewis. L'acteur-humoriste trouve ici son premier rôle dramatique.
Shelley Hack, l'ex-star de la série Drôles de dames, fait son grand retour au cinéma après 3 ans d'absence.
Dans la scène où Robert De Niro et Sandra Bernhard se disputent dans la rue, les gens autour d'eux les regardent, amusés. Parmi eux, on peut voir Mick Jones, Joe Strummer et Paul Simonon, membres du groupe britannique The Clash.

### Tournage
Le tournage a eu lieu à New York (Paramount Building, Manhattan…) et dans le New Jersey (Union City).
Pour le tournage de la scène où Rupert Pupkin (Robert De Niro) s'introduit dans la maison de Jerry Langford (Jerry Lewis), Robert De Niro proféra des remarques antisémites pour mettre en colère Jerry Lewis qui, peu habitué à la « méthode », semble finalement réellement furieux à l'écran.

## Bande originale
| 1.  | Back On The Chain Gang            | Chrissie Hynde                  | The Pretenders   | 3:51 |
| 2.  | 'Taint Nobody's Bizness (If I Do) | Everett Robbins, Porter Wagoner | B. B. King       | 3:33 |
| 3.  | Swamp                             | David Byrne                     | Talking Heads    | 5:13 |
| 4.  | King Of Comedy                    | Bob James                       | Bob James        | 4:23 |
| 5.  | Rainbow Sleeve                    | Tom Waits                       | Rickie Lee Jones | 3:39 |
| 6.  | Between Trains                    | Robbie Robertson                | Robbie Robertson | 3:25 |
| 7.  | Steal The Night                   | Ric Ocasek                      | Ric Ocasek       | 3:55 |
| 8.  | Come Rain Or Come Shine           | Harold Arlen, Johnny Mercer     | Ray Charles      | 3:40 |
| 9.  | The Finer Things                  | Donald Fagen                    | David Sanborn    | 4:27 |
| 10. | Wonderful Remark                  | George Ivan Morrison            | Van Morrison     | 3:57 |

## Sortie
La Valse des pantins est l'un des plus gros échecs commerciaux de la carrière de Martin Scorsese. Il ne rapporte que 2,5 millions de dollars sur l'ensemble de son exploitation, soit le plus faible chiffre d'affaires pour un film produit par un studio en 1983. En France, le film enregistre 193 810 entrées. Le film avait malgré tout obtenu de bonnes critiques.
Classements honorifiques
- 10e du classement des meilleurs films des années 1980 par le magazine American Film[10]
- Halliwell's Top 1000 – #180[11]
- 1 001 films à voir avant de mourir
- Jonathan Rosenbaum: 1000 Essential Films[12]
- The New York Times Guide to the Best 1,000 Movies Ever Made[13]
- 87e du classement des 500 meilleurs films de tous les temps du magazibe Empire[14]

Akira Kurosawa le cite comme l'un de ses films préférés,.
La réputation du film grandira au fil du temps et il sera parfois présenté comme l'un des meilleurs du cinéaste dans la presse. Les scénaristes de Joker, Todd Phillips et co-auteur Scott Silver, citent ce film comme influence, au même titre que Taxi Driver,,.

## Distinctions
Source : Internet Movie Database

### Récompenses
- BAFTA 1984 : meilleur scénario (pour Paul D. Zimmerman)
- London Film Critics Circle Awards 1984 : meilleur film
- National Society of Film Critics Awards 1984 : meilleure actrice dans un second rôle (pour Sandra Bernhard)

### Nominations
- Festival de Cannes 1983 : en compétition pour la Palme d'or
- BAFTA 1984 : meilleur acteur (Robert De Niro), du meilleur réalisateur (Martin Scorsese), du meilleur montage (Thelma Schoonmaker) et du meilleur acteur dans un second rôle (Jerry Lewis)

## Commentaire
Le film décrit « le malaise d'une civilisation obsédée par la célébrité, par le besoin de reconnaissance, et où la réussite se vit et s'expérimente sur le mode de la performance scénique ».
On peut voir dans La Valse des pantins une allusion à John Warnock Hinckley, l'auteur de l'attentat contre Ronald Reagan. Fervent admirateur de Jodie Foster, il avait avoué s'être inspiré de Taxi Driver de Martin Scorsese.